# Aeropuerto de Kōbe
Kobe Airport (神戸空港 Kōbe Kūkō?) (IATA: UKB, OACI: RJBE) es un aeropuerto en una isla artificial frente a la costa de Kōbe, Japón. Atiende principalmente vuelos de cabotaje, si bien también puede atender vuelos chárter internacionales. Está diseñado como aeropuerto de tercera clase.
Los resultados de pasajeros de su primer año de operación (2006) fueron de 2.697.000 pasajeros suponiendo un 61.1% de ocupación.

## Historia
La primera propuesta de un aeropuerto por parte del gobierno de la ciudad de Kobe fue para ubicarlo en Port Island en 1971. En ese momento, el gobierno planeaba alternativas al altamente congestionado Aeropuerto Internacional de Osaka: el plan original para el aeropuerto de Kobe estaba ideado para tener seis pistas de más de 3.000 m de largo en un espacio de 1.100 ha. El alcalde de Kobe, Tatsuo Miyazaki, declaró su oposición a la construcción de un gran aeropuerto tan cerca de la ciudad, y fue reelegido nuevamente en 1973, derrotando a su competidor, que sí apoyaba la construcción de un aeropuerto.
Los ejecutivos de Kobe estaban todavía interesados en el plan, presionaron al gobierno de la ciudad para que construyese una instalación con una única pista de 3000 m. Este plan fue remitido al ministerio de transporte en 1982 en competencia con el Aeropuerto Internacional de Kansai que contaba con el apoyo de las prefecturas gubernamentales de Osaka y Wakayama. Después de que el gobierno nacional mostrase su rechazo a la propuesta de Kobe, Kobe mostró oficialmente su apoyo al aeropuerto de Kansai en 1984, pero en 1985 decidió recurrir a sus propios fondos para construir otro aeropuerto independiente.

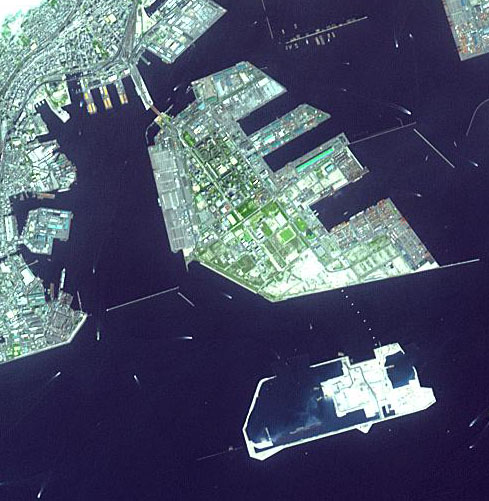
Aeropuerto de Kobe (abajo) en construcción en 2003.

La construcción del aeropuerto fue retrasada hasta 1995 por falta de fondos, cuando se obtuvo apoyo del gobierno nacional como manera de recuperar la economía de Kobe tras el gran terremoto Hanshin. A pesar de la controversia, el gobierno local continuó con el plan: en las elecciones municipales de 1997, la coalición pro-aeropuerto obtuvo una amplia victoria sobre la coalición anti-aeropuerto.
La construcción comenzó en septiembre de 1999 si bien la controversia política continuó. 87.000 firmas fueron recogidas para que el alcalde reconsiderase su decisión en 2000, y se presentó una petición ciudadana en 2004. El aeropuerto finalmente abrió el 16 de febrero de 2006, con Japan Airlines efectuando el primer vuelo y All Nippon Airways efectuando el primer vuelo regular.
Tanto ANA como JAL anunciaron sus planes de reemplazar parte de sus aviones de fuselaje ancho con un buen número de aviones medianos, en parte debido a las autorizaciones de vuelo generados por el aeropuerto de Kobe.
Kobe es todavía el municipio más endeudado de Japón con deudas por valor de 2 billones de yenes, y el coste de este proyecto (aproximadamente 300 mil millones de yenes, o 3 mil millones de dólares) lo hizo muy controvertido. Los patrocinadores argumentaron que un aeropuerto de tercera categoría supondría un incremento de la competencia y una disminución de tasas. La gente de los alrededores del aeropuerto (Shikoku, Awaji, etc.) disponen ahora de un aeropuerto cercano mientras que el acceso a Kansai puede ser limitado. Desde que el ferry de Tokushima al Aeropuerto de Kansai fue cancelado, los viajeros tienen que optar por medios de transporte alternativos incluyendo el bus al aeropuerto de Kansai, que tarda más de una hora en llegar, o usar el aeropuerto local debTokushima, con escasos vuelos regulares.

## Aerolíneas y destinos

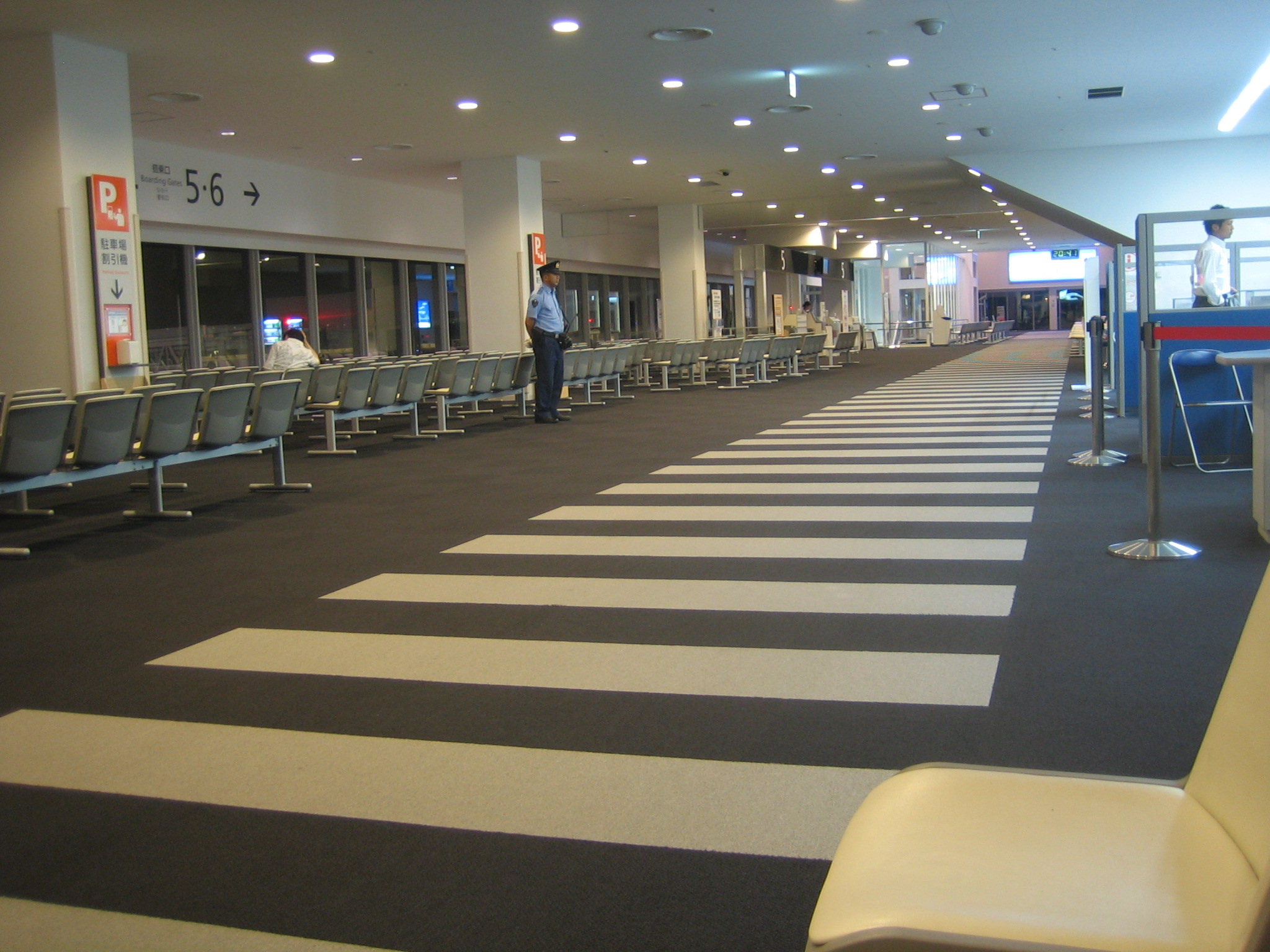
Terminal de pasajeros.

Kobe tiene una única terminal de pasajeros con cuatro puertas de embarque capaces de acomodar aviones de fuselaje ancho.
- All Nippon Airways (Okinawa, Sapporo-Chitose, Sendai, Tokio-Haneda)
- Amakusa Airlines (Kumamoto)
- Japan Airlines (Ishigaki, Kagoshima, Okinawa, Sapporo-Chitose, Tokio-Haneda)
- Skymark Airlines (Okinawa [temporada], Tokio-Haneda)

Algunos vuelos internacionales chárter también utilizan el aeropuerto de Kobe. Aunque la pista del aeropuerto no es lo suficientemente larga para manejar vuelos de largo radio a Europa y América, maneja a menudo vuelos chárteres a China y otros países cercanos.
El ministerio de transporte impidió los vuelos internacionales (como ocurre en el Aeropuerto Internacional de Haneda) y redujo a treinta vuelos de cabotaje regulares al día para prevenir la saturación del espacio aéreo de esta zona y para proteger el crecimiento del aeropuerto de Kansai. 
Aunque las aerolíneas han obtenido importantes éxitos con las rutas a los destinos domésticos más populares, como Tokio, Sapporo y Okinawa, las rutas a ciudades secundarias no han tenido tanto éxito. Desde la apertura del aeropuerto, ANA ha cancelado sus vuelos a Niigata y Kagoshima mientras JAL ha cancelado sus vuelos a Sendai y Kumamoto.

## Transporte terrestre
El 2 de febrero de 2006, la estación del aeropuerto de Kobe (神戸空港駅) fue conectada con la Estación Sannomiya en el centro de Kobe con la ampliación Port Liner sistema de tránsito automático guiado. El tiempo de viaje a Sannomiya es de dieciséis minutos. Desde Sannomiya, hay 21 minutos a la Estación de Osaka y 49 minutos a la Estación de Kioto mediante un JR (Regional Expreso de Japón).
El aeropuerto de Kobe está conectado con el aeropuerto de Kansai mediante las embarcaciones de transporte de la bahía Kobe-Kanku (神戸-関空ベイ・シャトル), unos ferry de gran velocidad que efectúan el trayecto de aeropuerto a aeropuerto en 29 minutos a un coste de 1.500 yenes.

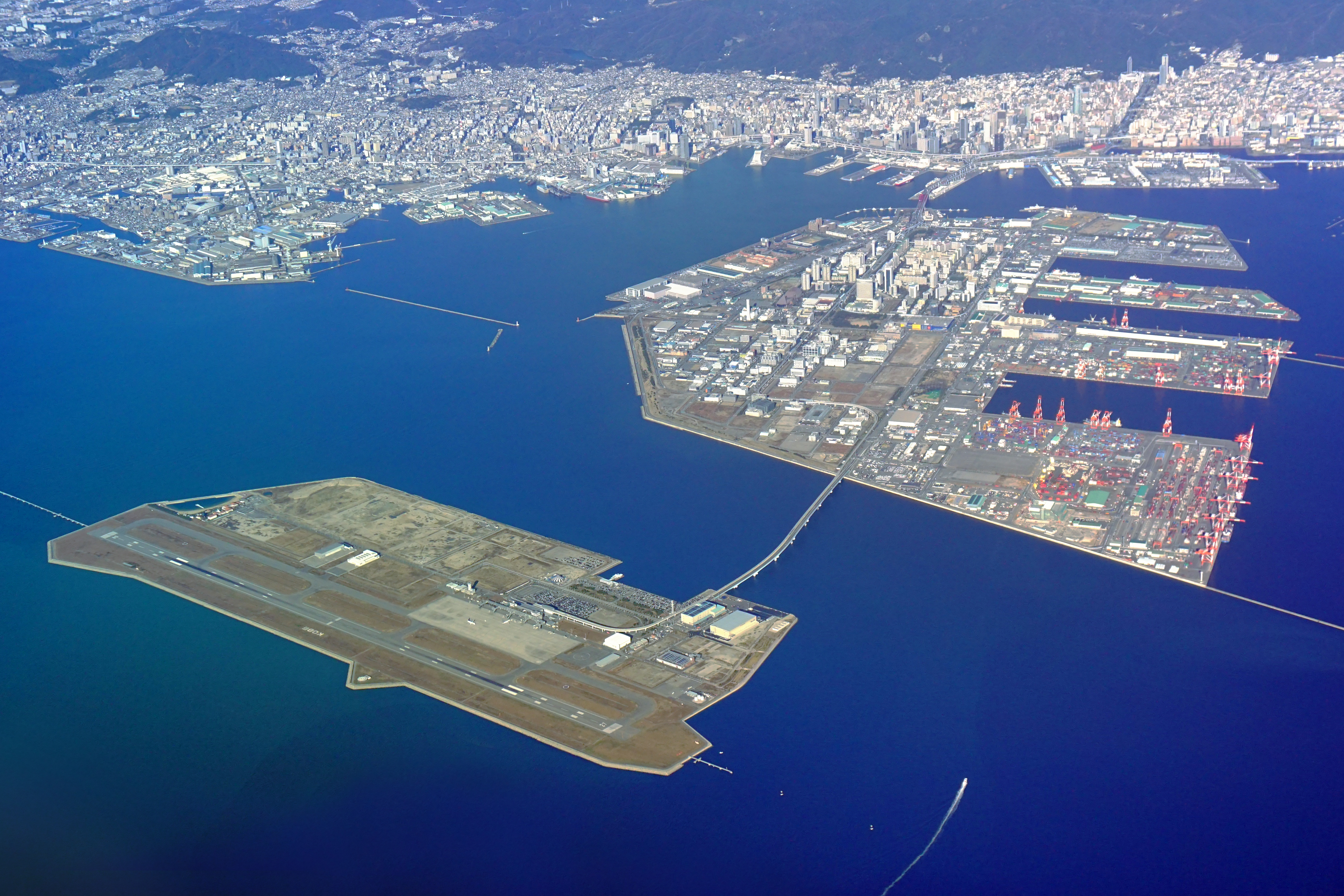
Aeropuerto de Kobe y transportes al centro.